# Peter Kuper
Pour les articles homonymes, voir Kuper.
Peter Kuper, ou simplement Kuper, est un auteur de bande dessinée américain, né aux États-Unis en 1958.

## Biographie
Peter Kuper est un artiste qui se situe aux confluents de deux mondes souvent séparés, celui de l’illustration et celui de la bande dessinée. Il fait également partie des artistes engagés dont le point de vue politique et social imprègne les œuvres.
Il est un des fondateurs en 1979 de la revue de bande dessinée World War 3 illustrated. Il dispense également depuis 1986 des cours d'illustration et bande dessinée.
Il apparaît régulièrement dans Time Magazine, Newsweek, The New York Times et le magazine MAD. Dans ce dernier il illustre Spy vs. Spy chaque mois depuis 1996.
Il a récemment publié des adaptations d'œuvres de Franz Kafka. Une grande partie de ses travaux sont des récits muets laissant l'importance du message sur l'image et l'interprétation du lecteur.
Depuis 2020 il est le collaborateur régulier de Charlie Hebdo, fournissant chaque semaine un strip muet de quatre cases, souvent sur le thème de l'écologie puisqu'il partage sa page avec la chronique écologique de Fabrice Nicolino.

## Œuvres publiées en français
- Cap versus Rarebit, dans Captain America - Rouge Blanc & Bleu, Marvel France, 2003.
- La métamorphose, Rackham, 2004.
- Le système, Éditions de l'An 2, 2004.
- Points de vue, Çà et là :

1. Points de vue, 2005.
2. Points de vue 2, 2006.

- La jungle, Rackham. D'après le texte d'Upton Sinclair, Rackham, 2006.
- Arrête d'oublier de te souvenir, Çà et là, 2009.
- Tout sur Journal de Oaxaca-Deux Années Passées au Mexique, Rackman, 2011.
- Les Carnets d'un New-Yorkais, Çà et là, 2012.
- Ruines, Çà et là, 2015.
- Bohemians : Une Histoire Graphique des Avant-Gardes..., Éditions Nada, 2016.
- Horror Show, dans Les Simpson, Éditions Jungle, 2016.
- Kafkaïen, Çà et là, 2019.
- Buller à Gogo, dans Bart Simpson, Éditions Jungle, 2020.

## Distinctions
- 2016 : Prix Eisner du meilleur album pour Ruines
- 2018 : Prix de la National Cartoonists Society 2017 de l'illustration de magazine
- 2019 : Prix de la National Cartoonists Society 2018 du roman graphique pour Kafkaesque